# مطار كاجو كاجي
مطار كاجو كاجو (بالإنجليزية: Kago Kaju Airport)‏ هو مطار يخدم مدينة كاجو كاجو في جنوب السودان.